# Climateprediction.net

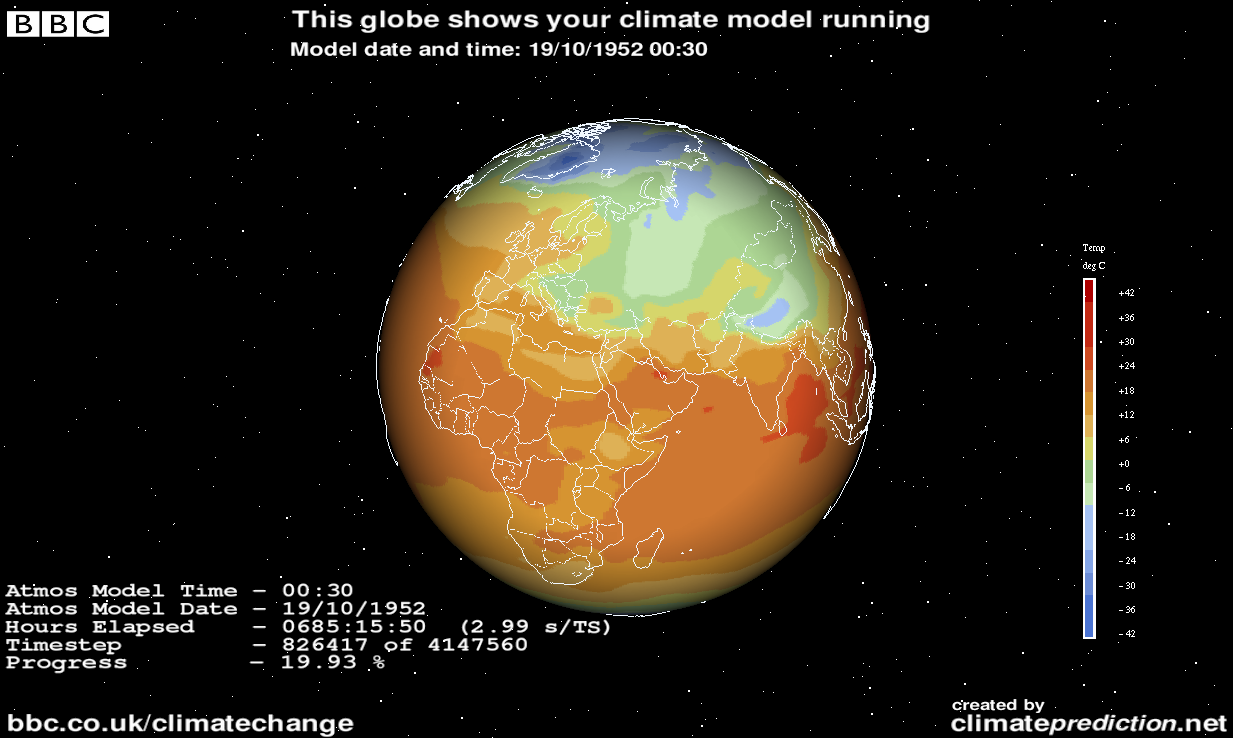
climateprediction.net screensaver sub BOINC 5.4.9

Climateprediction.net, sau CPDN, este un proiect de calcul distribuit pentru cercetarea și reducerea de incertitudini în modele climatice și fenomenul încălzirii globale. Metoda este de a executa zeci de mii de diferite modele cu parametri de baza ușor diferite (ansamblu climatic) folosind puterea de calcul nefolosita, "donată" proiectului de utilizatori de PC-uri în toată lumea.
Proiectul se bazează pe modelul de calcul voluntar folosind programul liber distribuibil BOINC, creat și întreținut de Universitatea Berkeley. BOINC efectuează autonom comunicația prin Internet cu serverul climatepredicion.net pentru download de modele și trimiterea rezultatelor. Modelele dispun de o reprezentare grafica in 3D a globului cu informații despre statusul climei modelate, vizualizând temperatura, norii, presiunea atmosferica, precipitații. Vizualizarea poate fi folosită și ca screensaver pe PC-ul propriu.
CPDN, care este coordinat în principal de Universitatea Oxford, a folosit mai multă putere de calcul și a generat o cantitate de date decât oricare alt proiect de model climatic. A produs peste 40 de milioane de ani model de date până în februarie 2009.